# Per Jacobsen
Per Jacobsen (né le 20 mars 1924 et mort le 12 décembre 2012) est un footballeur norvégien, qui jouait au poste d'attaquant.
Il est connu pour avoir fini meilleur buteur du championnat norvégien en 1953 avec 15 buts (à égalité avec Gunnar Thoresen).
Avec environ 500 matchs en 20 ans de carrière pour le club de l'ODD Grenland, il est le joueur de plus capé de l'histoire du club. Il en est ensuite l'entraîneur.